# Грифола курчавая
Гри́фола курча́вая (лат. Grifola frondosa), гриб-баран, майтакэ (舞茸?, «танцующий гриб») — съедобный гриб, вид рода Грифола (Grifola) семейства Фомитопсисовые (Fomitopsidaceae).

## Распространение и экология
Гриб растёт с конца июня до конца сентября в широколиственных лесах у основания старых дубов, реже клёнов (на юге у буков и каштанов), встречается редко, не ежегодно. Растёт быстро, вызывает белую гниль.

## Описание
Плодовые тела грибов диаметром до 80 см и массой до 10 кг. Они состоят из многочисленных плоских, тонких, полукруглых или лопатообразных шляпок 0,5—10 см диаметром, сидящих на повторно ветвящихся ножках, которые сливаются в общее основание.
Шляпки диаметром 0,5—5 см, мясистокожистые, клинообразно суженные в ножку, с радиальноморщинистой, шероховатой поверхностью, с неровным, волнистым или лопастным краем, серовато-бурой или желтовато-серой окраски.
Споровый порошок белый.

## Съедобность
Гриб съедобен.
Занесён в Красную книгу России.

## Физиологическая активность
Грифола курчавая способна ингибировать (частично) циклооксигеназы; фармакологическое ингибирование циклооксигеназ ослабляет симптомы воспаления и боли (примерами таких ингибиторов являются аспирин и ибупрофен).